# Paroeme murphyi
Paroeme murphyi là một loài bọ cánh cứng trong họ Cerambycidae.